# Ferdinand Wolf
Ferdinand Joseph Wolf (Viena, 8 de diciembre de 1796 - 18 de febrero de 1866) romanista, hispanista y lusitanista austriaco.

## Biografía
Fue conservador de la Biblioteca Imperial de Viena y fue amigo del también bibliotecario Agustín Durán y del romanista Gastón París. Compuso una Historia de las literaturas castellana y portuguesa traducida del alemán por Miguel de Unamuno y ampliada y anotada por Marcelino Menéndez Pelayo. No creyó en la existencia de una poesía épica autóctona española. Descubrió en 1840 el Cancionero de la Vaticana y reimprimió la farsa Danza de la Muerte de Juan de Pedraza. Escribió además Brésil littéraire (Berlín 1863) y un Résumé de l'histoire littéraire du Portugal et du Brésil (París 1826). Quiso escribir una biografía de Cecilia Böhl de Faber, aunque cuando se puso en contacto con ella esta se lo impidió, pese a que todo el mundo sabía que era la escritora que se escondía tras el seudónimo Fernán Caballero. Estudió en especial la lírica cancioneril, el Romancero y al poeta largo tiempo residente en Viena Cristóbal de Castillejo.

## Obras
- Beytrage zur Geschichte de kastilischen National=Literatur Wien: Gedruckt bey Carl Gerold, 1832
- Über die neuesten Leistungen der Franzosen für die Herausgabe ihrer National-Heldengedichte, insbesondere aus dem fränkisch-karolingischen Sagenkreise; nebst Auszügen aus ungedruckten oder seltenen Werken verwandten Inhalts. Ein Beitrag zur Geschichte der romantischen Poesie. Wien: Beck, 1833.
- Über die lais, sequenzen und leiche. Ein beitrag zur geschichte der rhythmischen formen und singweisen der volkslieder und der volksmässigen kirchen- und kunstlieder im mittelalter. Mit VIII fac-símiles und IX musikbeilagen. Heidelberg, C. F. Winter, 1841.
- Ueber die Romanzen-Poesie der Spanier. Wien: Gedrudt bei Carl Gerold, 1847
- Ueber eine sammlung spanischer romanzen in sliegenden blättern: auf der Universitäs-Bibliothek du Prag... cancionero de romances Wien: s.n., 1850 (bei Wilhelm Braumüller)
- Ein spanisches Frohnleichnamsspiel vom Todtentanz nach einem alten druck wieder herausgegeben Wien: K. K. Hof- und Staatsdruckerei, 1852
- Ein beitrag zur bibliographie der cancioneros und zur geschichte der spanischen kunstlyrik am hofe Kaiser Karl's V. Wien: K. K. Hof-und Staatsdruckerei, 1853
- Zur Bibliographie der Romanceros. Wien, 1853.
- Vierundzwanzig eigehandige Briefe der Kaiserinn Elisabeth: Gemahlinn Kaiser Karl's VI an den Staats-Secretar Marques de Rialp Wien: K.K. Hof und Staatsdruckerei, 1854
- Uber Lope de Vega's comedia famosa De la Reina María: Nach dem autograph des verfassers Wien: Aus der Kaiserl. Koninl. Ho.- und Staardruckerei, 1855.
- Proben portugiesischer und catalanischer Volksromanzen, mit einer literarhistorischen Einleitung über die Volkspoesie in Portugal und Catalonien. Wien: W. Braumüller, 1856.
- Primavera y flor de romances, ó Colección de los más viejos y más populares romances castellanos, pub. con una introducción y notas por Don Fernando José Wolf y Don Conrado Hofmann. Berlín: A. Asher y comp., 1856.
- Über die beiden wiederaufgefundenen niederländischen Volksbücher von der Königinn Sibille und von Huon von Bordeaux Wien: Aus der Kaiserlich-Königlichen Hof- und Staatsdruckerei in Commission bei Karl Gerold's Sohn, 1857.
- Ueber die Frage: in welchen Kreisen sind die jetzt sogenannten Volksballaden entstanden? Leipzig, F. A. Brockhaus, 1857.
- Studien zur Geschichte der spanischen und portugiesischen Nationalliteratur. Berlín: A. Asher & Co., 1859.
- Beiträge zur spanischen Volkspoesie aus den Werken Fernan Caballero's. Wien, K. Gerald's Sohn, 1859.
- Histoire de la littérature brésilienne: le Brésil littéraire: suivie d'un choix de morceaux tirés des meilleurs auteurs bésiliens [sic] Berlín: A. Asher & Co., 1863 (Imprimerie de A.W. Schade)
- Über einige altfranzösische: doctrinen und allegorien von der minne... Wien: aus der Kaiserlich-Königlichen Hof und Staatsdruckerei, 1864
- Ein beitrag zur Rechts-Symbolik aus Spanichen Quellen Wien: aus der k. k. Hof- und Staatsdruckerei, 1865 (in commission bei Karl Gerold´s Sohn)
- Ueber einige unbekannt gebliebenen Werke Cristóval de Castillejo´s in einer Handschrift der k.k. Hofbibliothek zu Wien S.l.: s.n., s.a.

### Traducciones y obras póstumas
- Historia de las literaturas castellana y portuguesa; traducción del alemán por Miguel de Unamuno ; con notas y adiciones por M. Menéndez y Pelayo Madrid: La España Moderna, sin año. (Establecimiento tipográfico de Agustín Avrial)
- Kleinere schriften Marburg: N. G. Elwert, 1890 (R. Friedrich)

- Datos: Q85519
- Multimedia: Ferdinand Wolf / Q85519